# 摩登伽女
摩登伽女是釋迦牟尼的弟子，摩登伽的女兒，名為本性，旃荼羅出身，後來加入僧團比丘尼眾，因修行證阿羅漢果。

## 身世
摩登伽女與阿難的故事，在部派佛教時期就已廣泛流傳，但不同經典內容情節有所出入。
《摩鄧女經》和《摩登女解形中六事經》，譯者不詳，此二經同本異譯。內容說阿難行乞，遇摩登之女，因前生有宿緣，摩登女對阿難心生愛慕，求母親對阿難施下咒語迷惑其心智，佛陀為阿難解除摩登母所下咒語，並度化摩登女，令其出家修道，得證阿羅漢果。 
西晉竺法護譯《舍頭諫太子二十八宿經》一卷和《摩登伽經》二卷，此二部經是同本異譯，內容與《摩鄧女經》大致相同，但多了許多細節與咒語。此經說，有栴陀羅（即賤民）女愛慕阿難，央求其母以咒語引阿難前來，佛陀以六句真言救護阿難。後栴陀羅女從佛出家，得阿羅漢果，因為栴陀羅是賤民種姓，佛陀讓賤民出家，引起婆羅門及各長者居士的議論，震動波斯匿王，後經佛陀說法，破除婆羅門舊有的優越觀念。
阿難和摩登伽女的故事，亦記載於《雜譬喻經》（T205）第二十六則、《鼻奈耶》卷三、《天譬喻》第三十三品、《大毘婆沙論》卷十八、《六字呪王經》、《呪六字神王經》、《六字神呪王經》以及《大佛頂首楞嚴經》卷一。在斯里蘭卡盛行的破魔護咒《水喜護衛偈》（Jalanandana Paritta），其背後的故事也是同一則傳說。

### 楞嚴經說法
阿難是釋迦佛的堂弟，出身貴族，出家後也是佛的重要弟子，年輕英俊，記憶力是僧團裡最好的，能背誦出佛所說的全部佛法。
有一次大會後，波斯匿王供養佛與諸弟子，阿難尊者这时候还在外面没有回来，来不及和他们一起接受供养。这一天没有人供养他，阿难尊者便托着钵，在城里延家挨户地乞食，心里想着，化齋到最后一个檀越，不管乾淨還是不乾淨，也不管是尊貴的刹帝利，還是卑微的旃陀羅，就這樣平等而慈悲的行乞四方，不要刻意選擇微賤，他的意願，是要圓滿成就一切眾生的無量功德。阿難尊者經過城隍，向城外的郭門徐徐而行，嚴謹地端正威儀，整肅恭敬的行持著化齋乞食之法。
阿難尊者依著房屋的順序乞食，途中經過摩登伽女家，遭遇到大幻術，因為阿難與摩登伽女在往昔宿世以来，有多生累劫的因缘纠缠，恩爱习气杂染不止一生一劫，摩登伽女用《娑毗迦羅先梵天咒》迷惑他，將他攝入其家、推倒在床上，清淨戒體將要被毀。如來知道阿難尊者被幻術所迷惑，用完齋後立刻回道場，宣說《楞严咒》，敕令文殊師利菩薩，持著此咒去救護阿難尊者，邪咒即時消滅，文殊師利菩薩提攜阿難、勸慰摩登伽女，一起回到佛的道場。
由於佛陀說法的緣故，銷滅她的愛欲心，使她得證阿那含果，于佛法中出家，名「性比丘尼」，精進修行無漏勝業。在法會上，性比丘尼聞聽文殊菩薩說完偈後，徹得阿羅漢果。